# Kanton Nizza-13
Der Kanton Nizza-13 (frz.: Canton de Nice-13) war ein französischer Wahlkreis im Arrondissement Nizza, im Département Alpes-Maritimes und in der Region Provence-Alpes-Côte d’Azur. Hauptort (frz.: chef-lieu) war Nizza (frz.: Nice). Vertreter im Generalrat des Départements war zuletzt Honoré Colomas (UMP).

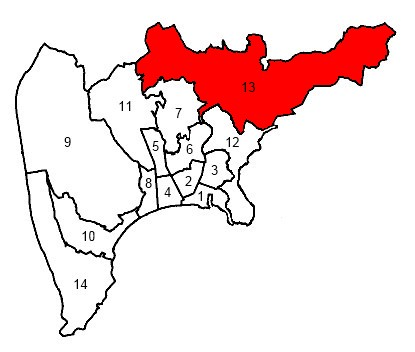
Lages des Kantons im Stadtgebiet von Nizza

## Gemeinden
Der Kanton bestand von 1982 bis 2015 aus einem Bereich im Nordosten der Stadt Nizza (angegeben ist hier die Gesamteinwohnerzahl, im Kanton lebten 9655 Einwohner der Stadt) und weiteren drei Gemeinden:
| Gemeinde                | Einwohner Jahr | Fläche km² | Bevölkerungsdichte | Code INSEE | Postleitzahl |
| ----------------------- | -------------- | ---------- | ------------------ | ---------- | ------------ |
| Falicon                 | 1.965 (2013)   | 5,17       | 380 Einw./km²      | 06060      | 06950        |
| Nice                    | 342.295 (2013) | –          | – Einw./km²        | 06088      | 06000        |
| Saint-André-de-la-Roche | 5.407 (2013)   | 2,86       | 1.891 Einw./km²    | 06114      | 06510        |
| La Trinité              | 10.232 (2013)  | 14,9       | 687 Einw./km²      | 06149      | 06340        |

Im Kanton lagen die Quartiere Ariane, Lauvette und Abadie von Nizza.